# White Hunter
Pour plus de détails, voir Fiche technique et Distribution.
White Hunter est un film américain réalisé par Irving Cummings, sorti en 1936.

## Fiche technique
- Titre français : White Hunter
- Réalisation : Irving Cummings
- Scénario : Sam Duncan, Kenneth Earl, Gene Markey (en) et Georg Wilhelm Pabst
- Direction artistique : Rudolph Sternad (en)
- Décors : Thomas Little
- Costumes : Gwen Wakeling
- Photographie : Chester A. Lyons
- Musique : Arthur Lange et Charles Maxwell
- Société de production : 20th Century Fox
- Pays de production : États-Unis
- Format : Noir et blanc - 1,37:1
- Genre : aventure
- Durée : 65 minutes
- Date de sortie : 1936

## Distribution
- Warner Baxter : Capitaine Clark Rutledge
- June Lang : Toni Varek
- Gail Patrick : Helen Varek
- Alison Skipworth : Tante Frederika
- Wilfrid Lawson : Michael Varek
- George Hassell : Valentine Ponsonby-Smith
- Ernest Whitman : Abdi
- Forrester Harvey : Pembrooke
- Willie Fung : Wong
- Olaf Hytten : Barton
- Ralph Cooper (en) : Ali
- Will Stanton (en) : Harry